# 추상 미술

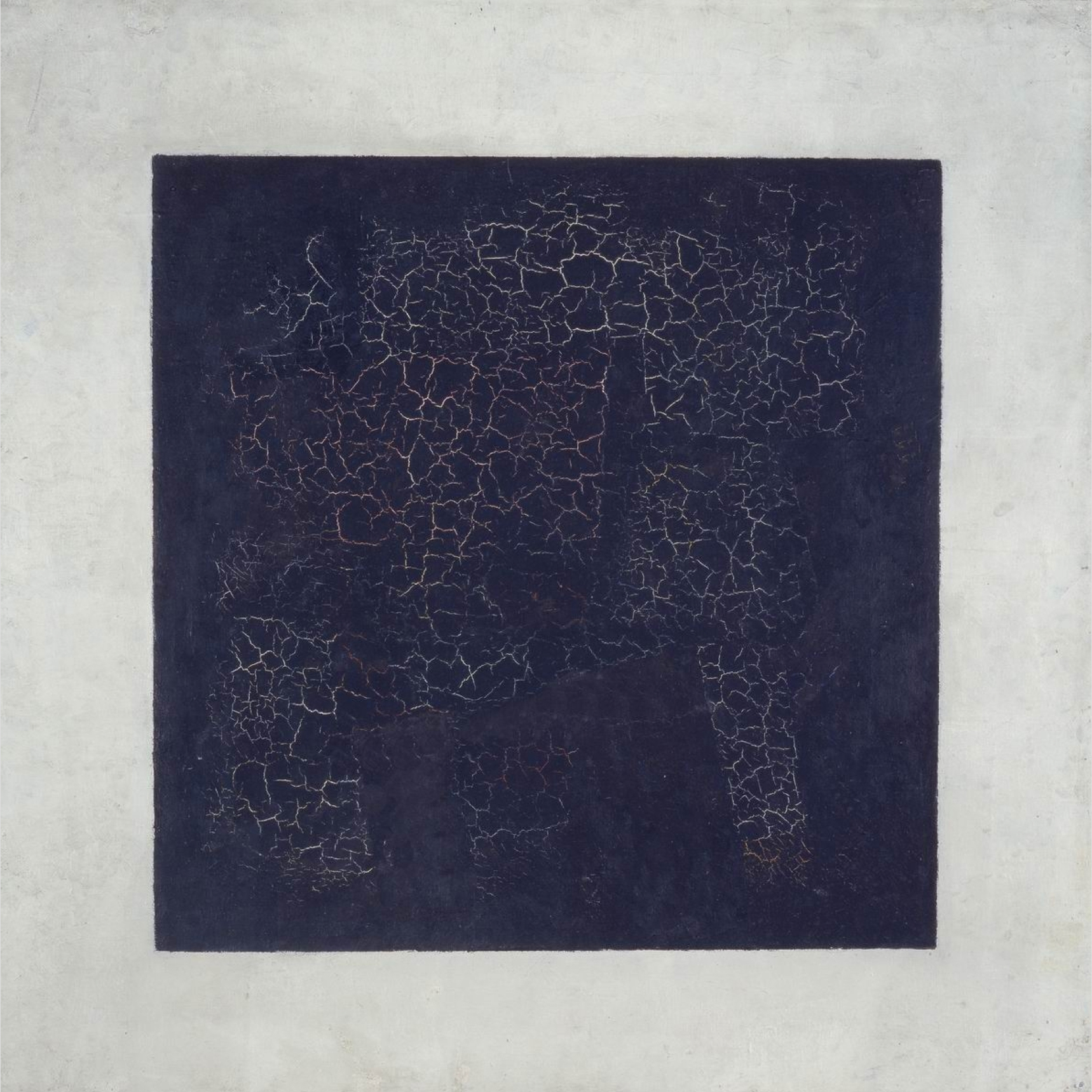
카지미르 말레비치, ⟪검은 사각형⟫, 1915년, 린넨에 유화, 79.5 x 79.5 cm.

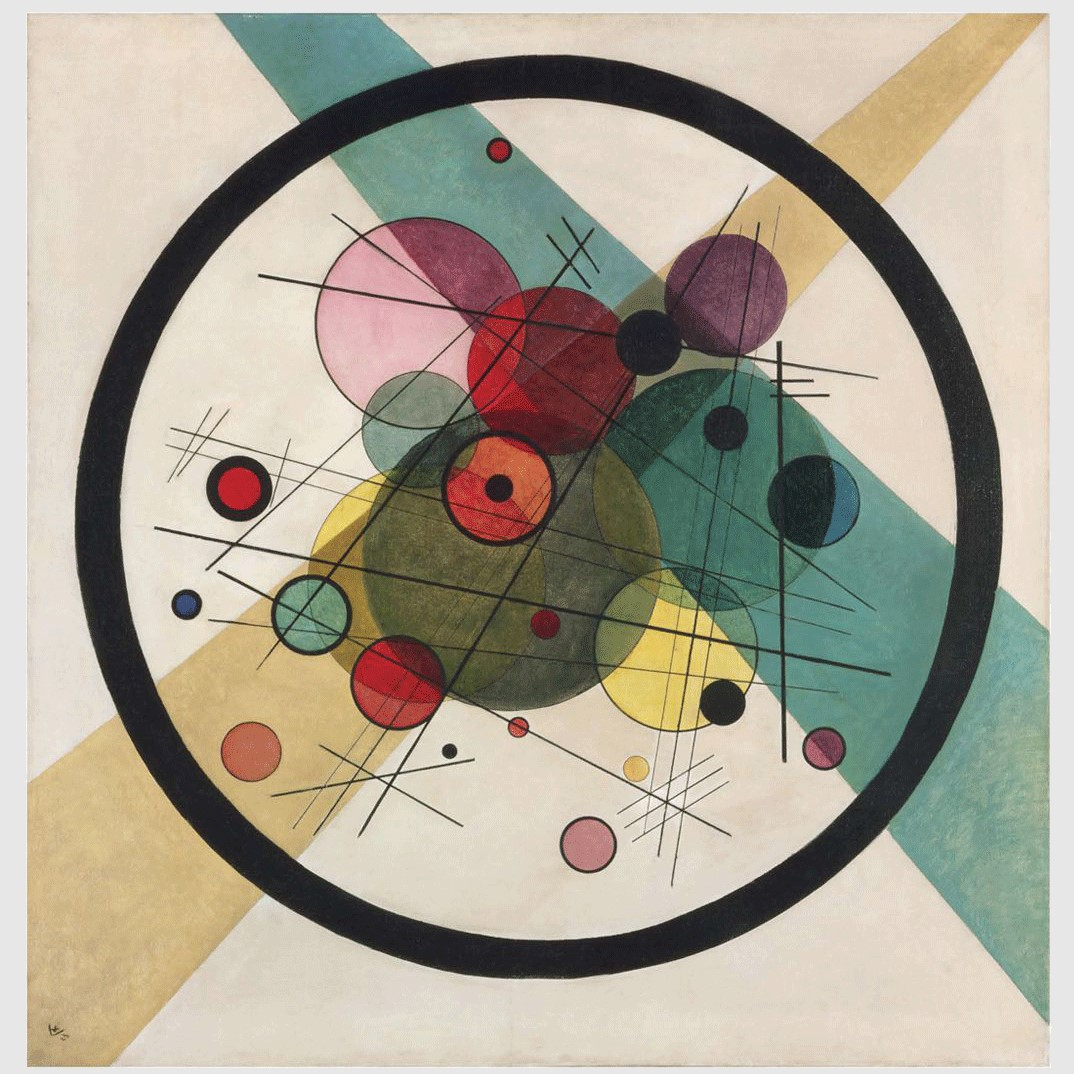
바실리 칸딘스키, 《원 속의 원》, 1923년

추상 미술(抽象美術, abstract art)은 대상의 구체적인 형상을 나타낸 것이 아니라 점, 선, 면, 색과 같은 순수한 조형 요소로 표현한 미술의 한가지 흐름이다. 형이나 색은 각각의 고유한 의미와 느낌을 가지고 있어 형과 색의 어울림만으로도 그리는 사람의 생각과 느낌을 표현할 수 있다. 모더니즘 이후 장식 중심의 미술에서 벗어나 세계를 조형적으로 정의하려는 움직임이 일어났고, 이것이 추상 미술의 원동력이 되었다.

## 역사
추상 미술의 역사는 19세기부터 시작되는데 1890년 모리스 드니의 "회화란 전쟁터의 말이나 나부이기 이전에 질서를 가진 색채로 덮여진 평면이다"라고 말은 회화가 지금까지 사물의 묘사나 설화적인 표현의 종지부를 찍는 선언이기도 했다. 20세기에 들어와서 포비슴에서는 이미 고갱이 주장해 온 색채의 해방을 추진했고, 퀴비슴은 사실적인 사물을 분해하여 화면에 재구성하였다. 또 미래파는 현대의 급속한 변혁에 일치하는 스피드 감각을 표현하는 관계로 일종의 시각언어를 창조하였다.
1915년 퀴비슴의 영향을 받은 말레비치는 쉬프레마티슴을 주창하며  순수한 형태에 의한 화면 구성을 목적하였고, 그러기 위하여 모든 시각적인 대상을 버리고 이것을 조금도 상기시키지 않는 추상적 도형을 가장 간결하게 응축(凝縮)시킨 형태로써 화면에다 배치하였다. 추상미술이 현상의 추출 작업의 결과를 나타내는 것은 아니라고 하는 쉬프레마티슴의 사상은 대단히 중요한 미술의 가치 전환을 시사하는 것이며 그 영향력은 크다. 러시아 본국에서는 소비에트의 정책 변경과 함께 소멸한 운동이지만 그 이념은 널리 유럽에 있어서의 추상미술의 저류가 되었다. 특히 신조형주의(新造形主義)와 바우하우스에 끼친 영향은 무시할 수가 없다.
한편 쉬프레마티슴과 함께 타틀린, 로드첸코, 가보, 페브스너 등은 혁명 전후 러시아에서 구성주의를 전개하고 추친하였다. 퀴비슴이 시사한 추상적 조형과 미래파가 촉발한 기계주의적인 이념의 영향을 받아 이것을 독자적인 방향으로 발전시켰고, 더욱 혁명 전후 민중의 입장도 반영하여 미술뿐만 아니고 건축·공예·무대·디자인 등 광범위에 걸친 혁신운동을 전개하였다. 모스크바에서 구성주의의 대총합 전시회가 열렸던 1920년을 최종의 피크로, 그 해에 페브스너와 가보의 형제가 이 그룹을 이탈하고, 이윽고 소비에트 문화 지도이념의 전환으로 인하여 이 운동은 형식주의라 비판을 받아 러시아에서의 활동은 끝났다. 그러나 그 이념은 유럽에 전파되어 특히 독일의 바우하우스에게 큰 영향을 끼쳤고, 또한 제1차 세계대전으로 귀국한 칸딘스키도 1921년까지 이 운동에 참가하였다.
1917년에 테오 반 도스부르크는 레이덴을 중심으로 데 스틸이라는 그룹을 집결하였다. 기하학적인 선과 순수한 색채와의 몰개성적(沒個性的)인 관계에 기초를 둔 이 운동의 미학은 회화에 몬드리안과 도스부르크, 조각에는 반톤게를로, 건축에는 아우드, 실내장식과 가구에 리트펠드 등 이들이 각기의 분야에서 구체화하였다. 그러나 이 운동이 지향하는 총합(總合)은 너무나 유토피아적 성격인 것이기 때문에 충분히 실현되지 못하고, 그 이념은 오히려 독일의 바우하우스에게 계승되었다.
1919년 건축가인 발터 그로피우스의 입안으로 독일에서 국립 종합 조형학교인 바우하우스가 창립되었다. 바우하우스에는 건축을 바탕으로 총합적인 이념에 입각하여, 공방(工房)을 기본으로 독특한 연구 교육의 조직을 갖추어, 한 공방에서 형태와 실기의 연구지도가 일시에 진행되었다. 공방에는 벽화, 글라스화·판화·제도(製陶)·금속·직물 등이 있었고, 각 분야에는 칸딘스키, 클레, 파이닝거, 마르크스, 모홀리 나기, 무헤 등 전위 미술가가 형태의 연구지도를 담당하였다. 예술의 자유에 대한 나치스의 정치적 압력이 강화하게 되어, 바우하우스도 사학교(私學校)로 격하되고 베를린으로 옮겨졌으나 이윽고 폐쇄당해 버렸다. 그러나 그 이념은 현대미술의 여러 분야에 매우 큰 영향을 끼쳤다.
2차 세계 대전 이후에는 추상 표현주의가 미국에서 활발한 전개를 보여 유럽에 역수입되어 앵포르멜 운동을 낳게 되었다.

## 분류
추상미술은 그 표현에 있어서 엘리멘터리즘(요소주의)과 자유추상으로 나눌 수 있는데, 전자는 말레비치의 쉬프레마티슴과 몬드리안의 신조형주의로, 최소한의 형태와 색채로 기하학적 형태를 추구하여 '차가운 추상'이란 별명을 얻었으며 후에 디자인 분야에도 큰 영향을 주었다. 후자의 자유추상은 '뜨거운 추상'이라 하는데 직관의 감정에 의한 표현(칸디스키) 때문에 1차, 2차 양대전 사이에는 쉬르레알리슴의 빛을 보지 못했다. 그러나 제2차 대전 후 미국에서 활발한 전개를 보여 유럽에 역수입되어 앵포르멜 운동을 낳게 되었다.

## 추상주의
20세기 초 세잔의 영향으로 피카소나 브라크는 자연의 형체를 해체하여, 그것을 화면 위에 새로운 질서에 의해서 재구성(再構成)하려는 이른바 입체파(cubisme)를 일으켰다.
이탈리아에서는 자연의 형체를 해체하는 데에 시간의 요소를 받아들여 '미래파'를 일으켰다.
칸딘스키는 자연의 대상과는 관계 없이 형상이나 빛깔이 갖는 성질을 살려서 이것들을 화면에 조립시켜, 음색(音色)이 다른 악기를 모아 교향곡을 만들듯이 새로운 질서와 통일을 도모하려 하였다. 다시 말하면 이지적·합리적인 화면 구성이라고 할 수 있겠는데 그것들에 대해서 가장 자유롭게, 부정형(不定形)을 가지고 자기 감정을 분방하게 표현하거나, 또는 완성된 결과 등을 문제 삼지 않고 그림물감을 마구 던져 칠하거나, 뿜어 칠하거나 하는 행동을 취할 때의 정신적인 긴장을 소중히 여기는 액션 페인팅(action painting) 따위도 생겼다.

## 관련 예술가
- 바실리 칸딘스키
- 피트 몬드리안
- 카지미르 말레비치
- 이우환
- 유영국

## 관련 논문
- 민주식, 〈추상미술의 미학적 원리: 개념과 장르적 특성을 중심으로〉, 《미술사학보》 34, 미술사학연구회, 2010년

## 같이 보기
- 추상
- 추상표현주의
- 액션 페인팅
- 미술사
- 바우하우스
- 구체예술
- 러시아 구성주의
- 입체주의
- 다다이즘
- 신조형주의
- 미래주의
- 최소주의
- 오르피즘
- 재현 (예술)
- 쉬프레마티슴
- 초현실주의
- 서양화
- 절대 음악
- 추상 사진
- 무조성
- 실험 영화
- 문학적 비상식
- 미니멀 음악
- 근대 무용
- 노이즈 (음악)

## 참고 문헌
1. ↑  《글로벌 세계대백과사전》, 〈추상주의〉